# Schistodactylini
Schistodactylini (лат.) — триба жуков-ощупников из семейства стафилинид.

## Распространение
Встречаются в Австралии.

## Описание
Мелкие красноватые или коричневатые жуки с компактным телом длиной от 1,9 до 2,7 мм. Для Schistodactylini характерны щупики с шипами. Голова с широким неясным рострумом; отсутствуют глазно-мандибулярные кили; наличник с широко закругленной вершиной, боковые края относительно прямые к глазам; максиллярные щупики вентролатерально шиповидные, первые членики короткие, вторые членики с 2 шипами, третий и четвёртый членики с 1 шипом. Переднеспинка без паранотальных килей. Брюшко с глубокими базальными бороздами на видимом 1-м (IV) тергите и видимом 2-м стерните (IV); видимый тергит 4 (VII) с прилегающими паратергитами. Ноги со вторыми члениками длиннее третьих члеников, у одного рода (Schistodactylus) вторые членики короткие в основании и вытянуты в виде длинных подушечек под третьими члениками; лапки с 2 равными коготками. Усики длинные 11-члениковые и булавовидные (булава из трёх апикальных сегментов).

## Систематика
Описано 2 рода и 6 видов. Триба была впервые выделена в 1890 году французским энтомологом Рене Ахиллом Раффреем, на основании типового рода Schistodactylus Raffray, 1883. Триба Schistodactylini входит в состав надтрибы Pselaphitae.
- Leanymus Raffray, 1900 — 2 вида, Австралия
  - Leanymus mirus Lea, 1919[4]
  - Leanymus palpalis Raffray, 1900[5]
- Schistodactylus Raffray, 1883 — 4, Австралия
  - Schistodactylus brevipennis Lea, 1911[6]
  - Schistodactylus foveiventris Wilson, 1923[7]
  - Schistodactylus gracilis Wilson, 1926[8]
  - Schistodactylus phantasma Raffray, 1883[9]